# Тишина (Словенија)
Тишина (словен. Tišina) је насеље и управно средиште истоимене општине Тишина, која припада Помурској регији у Републици Словенији. Жупна црква у насељу посвећена је rођењу Пресвете Богородице. Она датира из 12. века са великом обновом у 16. веку. Словеначки политичар у Мађарској Ференц Иваноци рођен у месту Тишини. По попису становништва из 2011, насеље Тишина имало је 404 становника.